# Sokołówka (Polanica-Zdrój)
Sokołówka (niem. Falkenhain) – część miasta Polanica-Zdrój w Polsce, położona w województwie dolnośląskim, w powiecie kłodzkim.

## Położenie
Sokołówka leży w Górach Bystrzyckich, na północno-wschodnim stoku Kamiennej Góry, na południe od centrum Polanicy-Zdroju, na wysokości około 400–560 m n.p.m.

## Podział administracyjny
Dawna wieś, wchodząca w okresie 28 czerwca 1946 – 29 września 1954 w skład gminy wiejskiej Polanica Zdrój, ostatecznie przyłączona do Polanicy w 1973. W latach 1975–1998 miejscowość administracyjnie należała do województwa wałbrzyskiego.

## Nazwa
Niemiecka nazwa pochodzi od nazwiska wolnego sędziego Friedricha von Falkenhaina, który założył osadę.

## Historia
Sokołówka została założona w 1584 przez Friedricha von Falkenhaina. Od początku miejscowa ludność zajmowała się przede wszystkim tkactwem. W 1747 roku mieszkało tu 16 zagrodników i chałupników, a w 1787 miejscowość liczyła 19 domów, w tym kościół i leśniczówkę. W 1840 roku w Sokołówce działało 20 warsztatów tkackich i gorzelnia. W XIX wieku po powstaniu uzdrowiska w sąsiedniej Polanicy miejscowość stała się letniskiem i popularnym celem wycieczek kuracjuszy. W XIX wieku powstała tu duża gospoda, a później liczne pensjonaty. W 1927 roku powstał dom misyjny Christus Rex. Po 1945 roku Sokołówka początkowo była wsią rolniczą. Obecnie jest to typowa dzielnica wczasowo-uzdrowiskowa.

## Etnograficzne Muzeum Misyjne
Budynek z XIX wieku, w którym pierwotnie była gospoda, w roku 1927 adaptowano na dom misyjny Christus Rex. Od 1947 funkcjonuje tu klasztor sercanów, a od 1977 otwarto w nim muzeum misyjne. Placówka prezentuje zbiory etnograficzne takie jak: stroje, ozdoby, instrumenty muzyczne i przedmioty codziennego użytku zgromadzone przez misjonarzy w Peru, Zairze, na Tahiti i Wyspie Wielkanocnej. Zwiedzaniu muzeum towarzyszą prelekcje ilustrowane pokazami przeźroczy, wykonanymi przez misjonarzy w egzotycznych krajach. Zbiory muzeum liczą około tysiąca eksponatów.

Na dziedzińcu przed budynkiem stoi pomnik Damiana De Veustera, misjonarza i członka zgromadzenia sercanów, który poświęcił się opiece nad chorymi na trąd na Hawajach, gdzie zmarł zarażony tą chorobą.

## Galeria

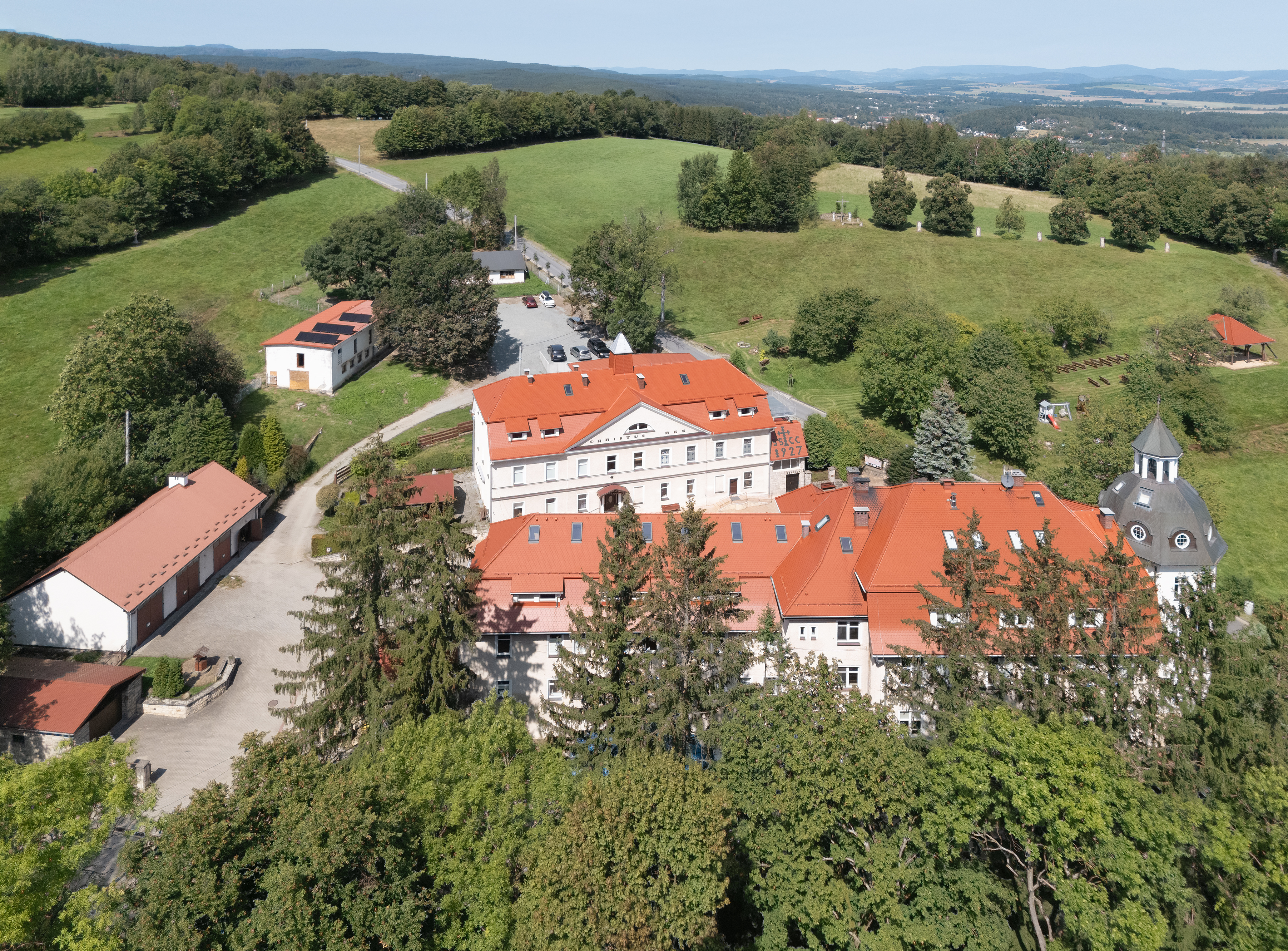
Klasztor sercanów
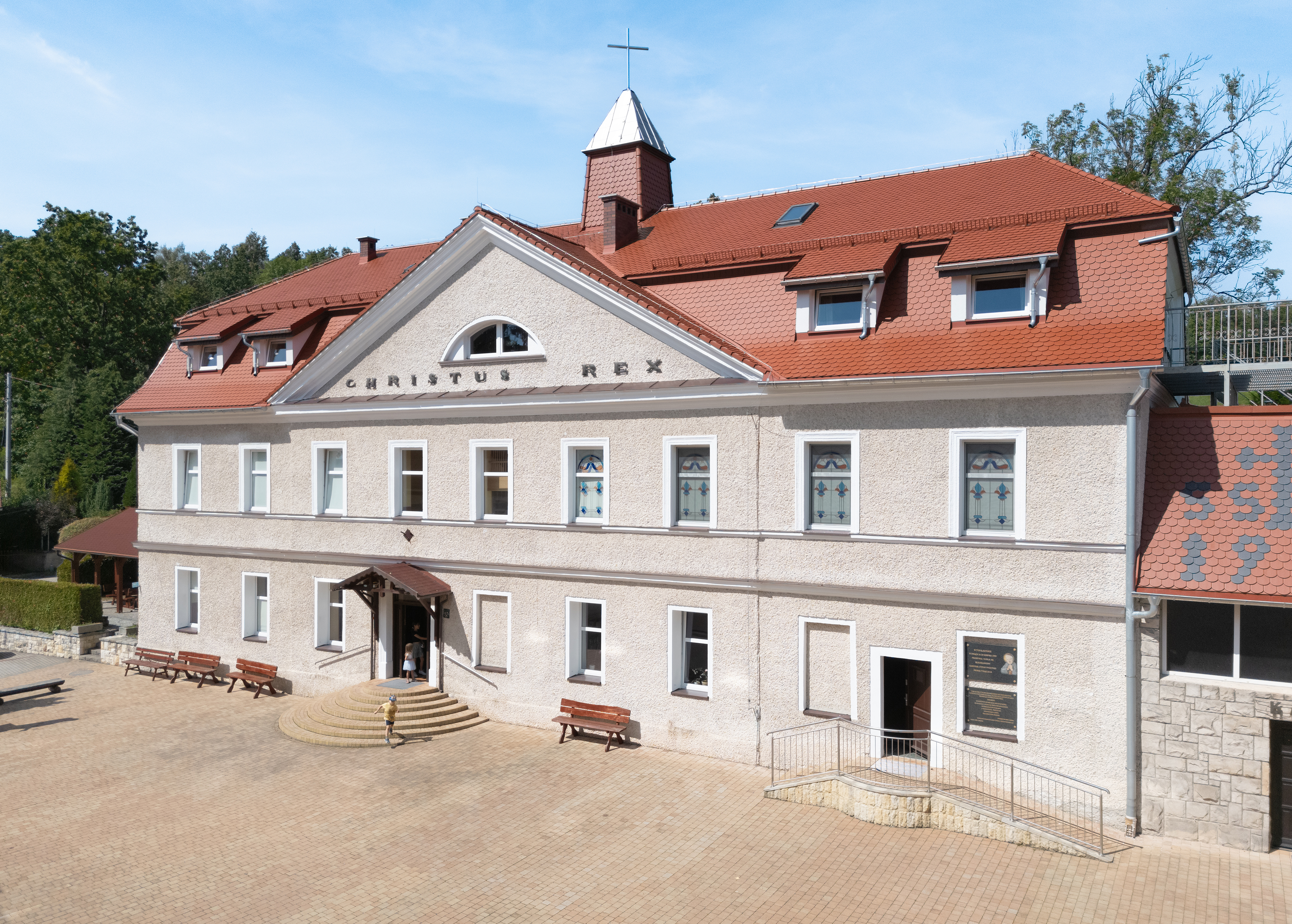
Klasztor sercanów
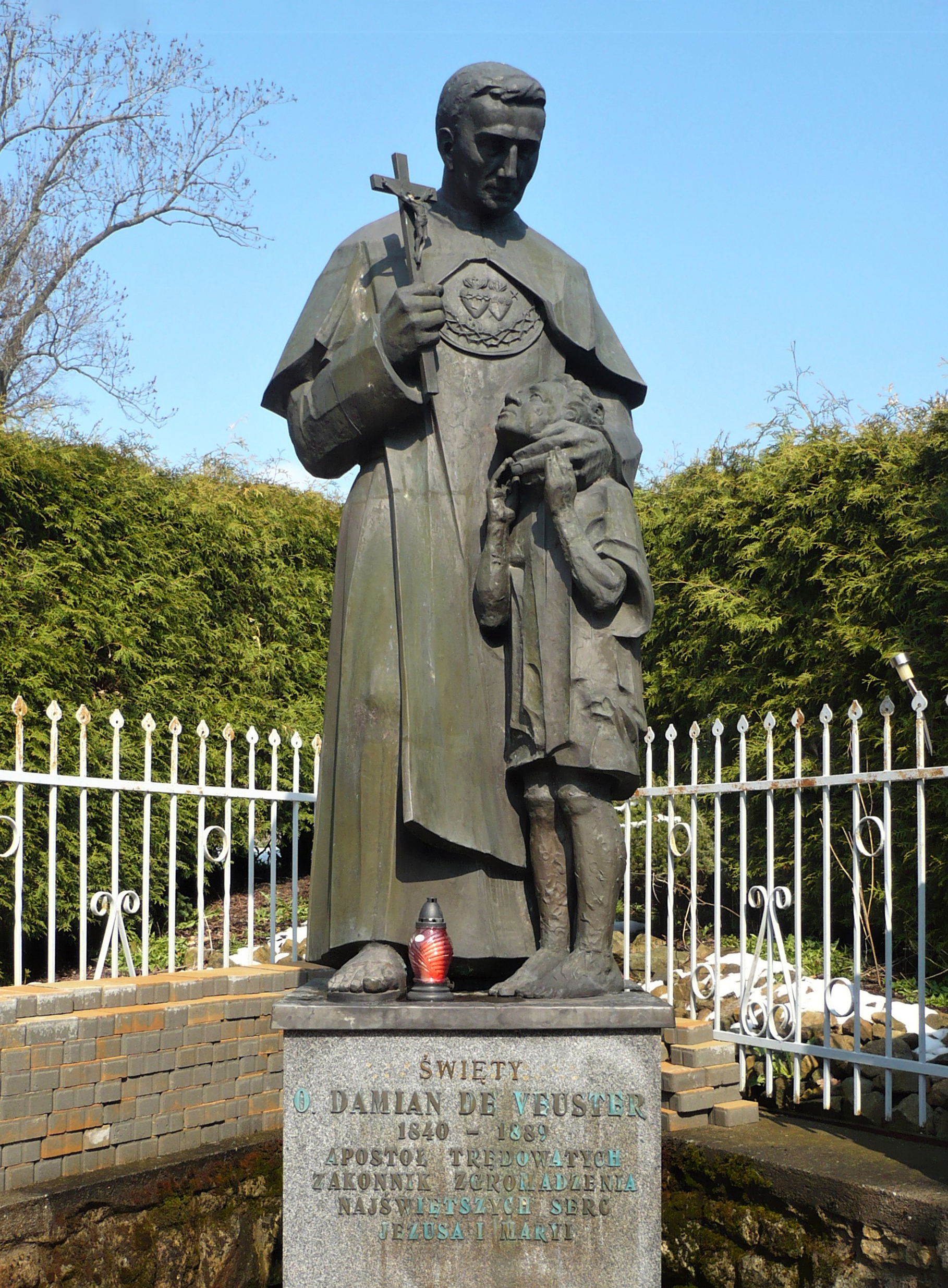
Pomnik Damiana De Veustera
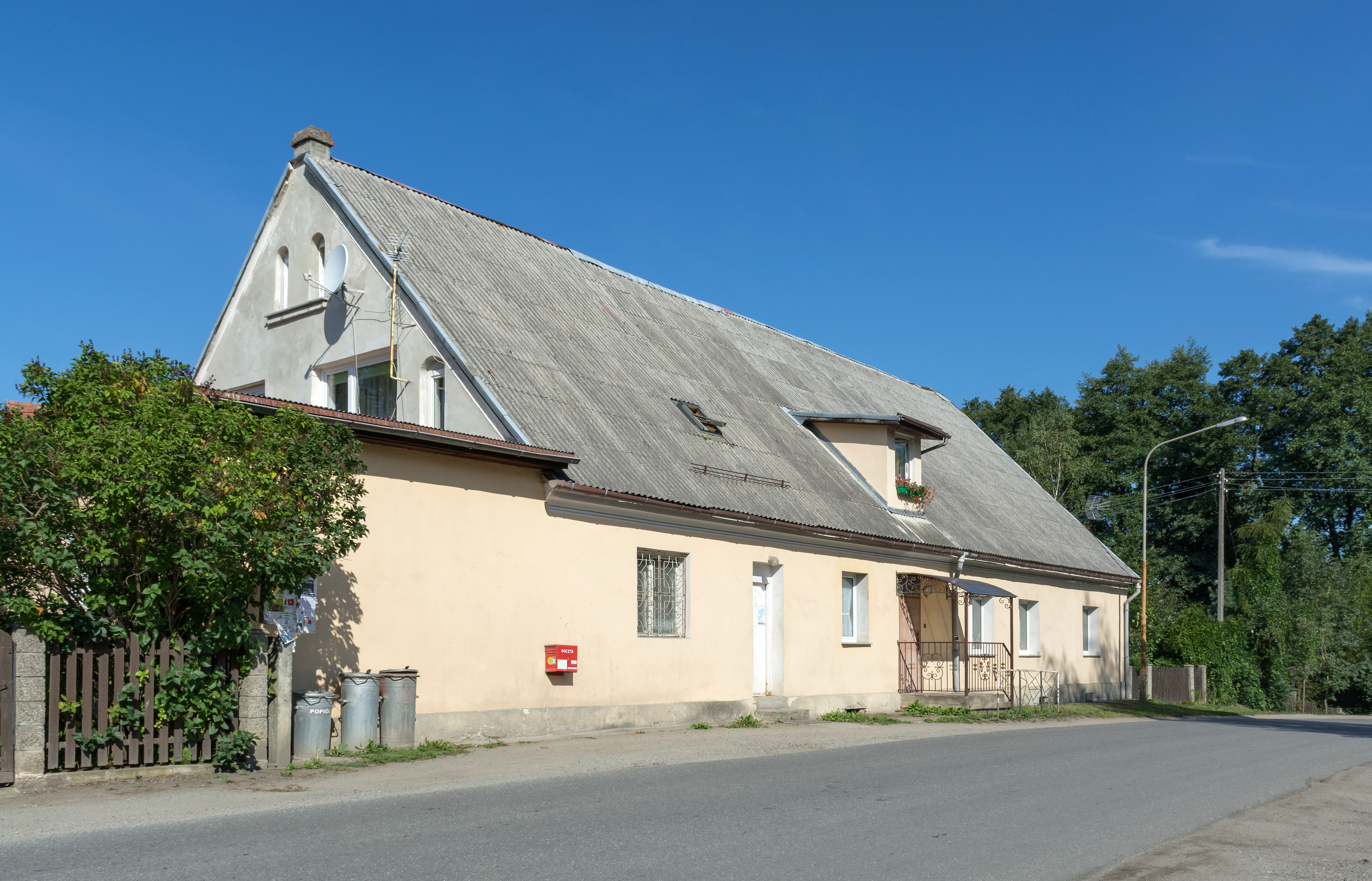
Dom, ul. Kościuszki 10

## Szlaki turystyczne
Przez Sokołówkę przechodzą dwa szlaki turystyczne:
- z Polanicy-Zdroju do Zieleńca,
- z Polanicy-Zdroju do Bystrzycy Kłodzkiej